# Universiteit van Brasilia
De Universiteit van Brasília (Portugees: Universidade de Brasília) is een van de grootste en meest prestigieuze universiteiten van Brazilië. De universiteit is gevestigd in de Braziliaanse hoofdstad Brasília.
De universiteit staat in de Guia do Estudante’s top vijf van openbare universiteiten in Brazilië, en derde op de lijst van beste universiteiten van het land..
De Universiteit van Brazilië werd opgericht op 15 december 1961. De universiteit zelf werd geïnaugureerd op 21 april 1962 volgens een plan van onderwijzer Anísio Teixeira en antropoloog Darcy Ribeiro (die later de eerste rector van de universiteit werd). Sinds 2004 telt de universiteit 1.297 professoren en 2.278 medewerkers, evenals meer dan 20.000 studenten op zowel graduate- als undergraduateniveau. Bijna elk semester komen er 2.000 studenten bij.
De universiteit biedt 49 masteropleidingen en 27 doctorale opleidingen. De universiteit telt 22 instituten, 50 departementen, 16 wetenschappelijke, technologische, culturele, artistieke en algemene dienstencentra, kamers voor studenten en staf, een universitair ziekenhuis, een sportcentrum, een seismologisch observatorium, meerdere natuurkundige onderzoeksfaciliteiten, een laboratorium voor dierenonderzoek, een bibliotheek, een boerderij voor ecologisch-, landbouwkundig- en bosonderzoek, en een ecologisch station. Een technologisch park staat op de planning.
De universiteit accepteert buitenlandse studenten via uitwisselingsprogramma’s.